# Powiat Budaörs
Powiat Budaörs (węg. Budakeszi járás) – jeden z piętnastu powiatów komitatu Pest na Węgrzech. Jego powierzchnia wynosi 240,36 km². W 2009 liczył 85 115 mieszkańców (gęstość zaludnienia 354 os./1 km²). Siedzibą władz jest miasto Budaörs.

## Miejscowości powiatu Budaörs
- Biatorbágy
- Budaörs
- Budajenő
- Budakeszi
- Herceghalom
- Pusztazámor
- Sóskút
- Páty
- Telki
- Törökbálint